# Sejm piotrkowski 1510
Sejm piotrkowski 1510 – Sejm walny Korony Królestwa Polskiego został zwołany w 13 listopada 1509 roku, na 21 stycznia 1510 roku do Piotrkowa.
Sejmiki odbyły się: średzki 11 stycznia, generalny kolski 15 stycznia 1510 roku.
Obrady sejmu trwały od 5 lutego do 2 marca 1510 roku.